# Barrio Sur (Santa Fe)
El Barrio Sur es uno de los barrios más grandes e históricamente el primero de la ciudad de Santa Fe, y por esto es uno de los más visitados por turistas. Además tiene muchos cascos históricos como la Casa de Gobierno, Museo Provincial Rosa Galisteo de Rodríguez, Iglesia de los Jesuitas (donde se creó la primera Constitución Argentina de 1853), etc. Y sin olvidar también el paisaje litoreño que nos ofrece las costas del Río Paraná.

## Ubicación geográfica
El Barrio Sur está comprendido por las calles Av. Gdor. Freyre, Av. J. J. Paso, Av. Gral- López, y por el Río Santa Fe. Limita con los barrios Centenario al sudoeste, Alfonso y San Lorenzo al oeste, Barrio Centro al norte y con el Río Santa Fe al este.

## Historia

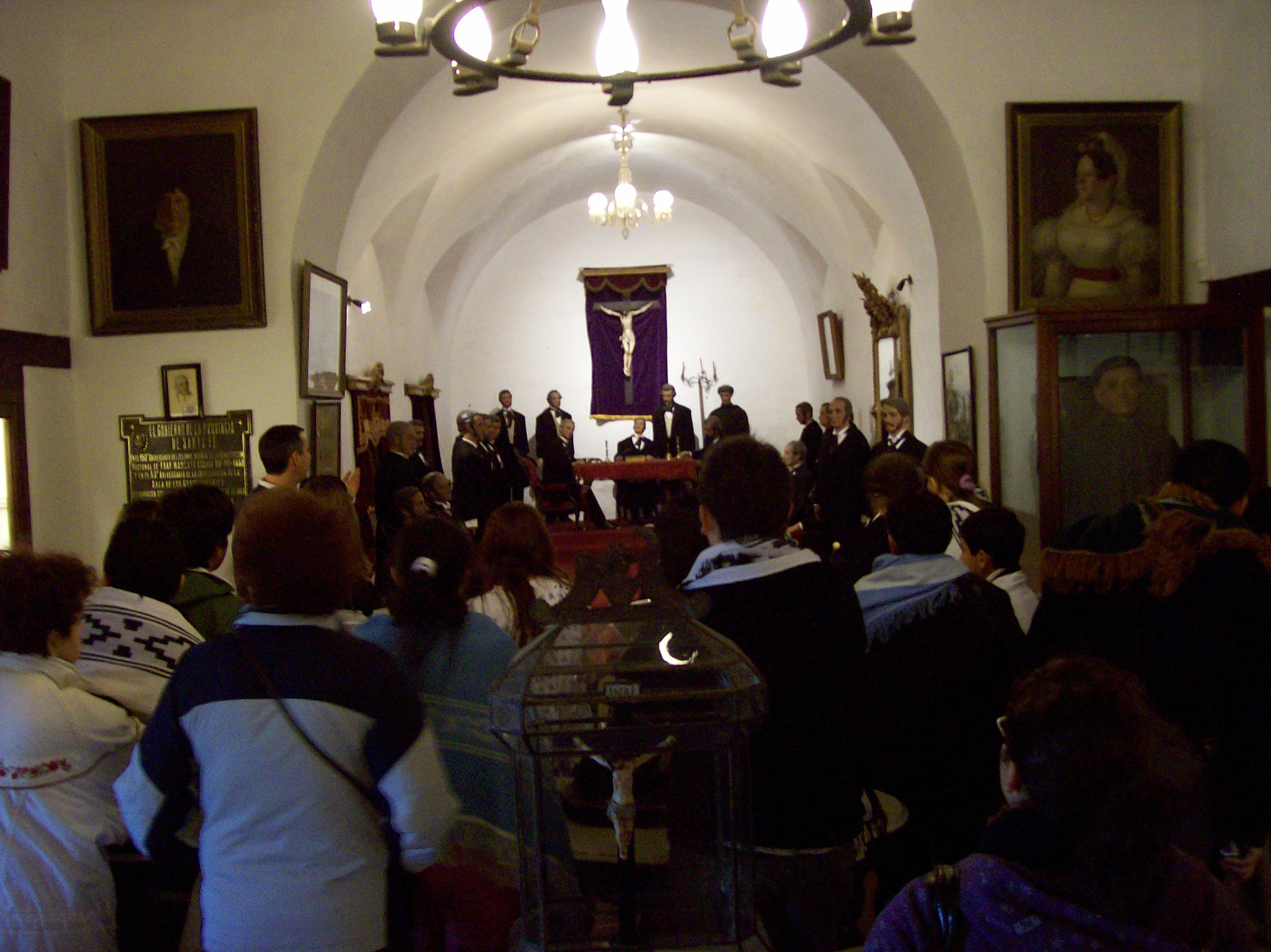
Museo y Salón de la Jura de la Constitución, Santa Fe, Argentina.

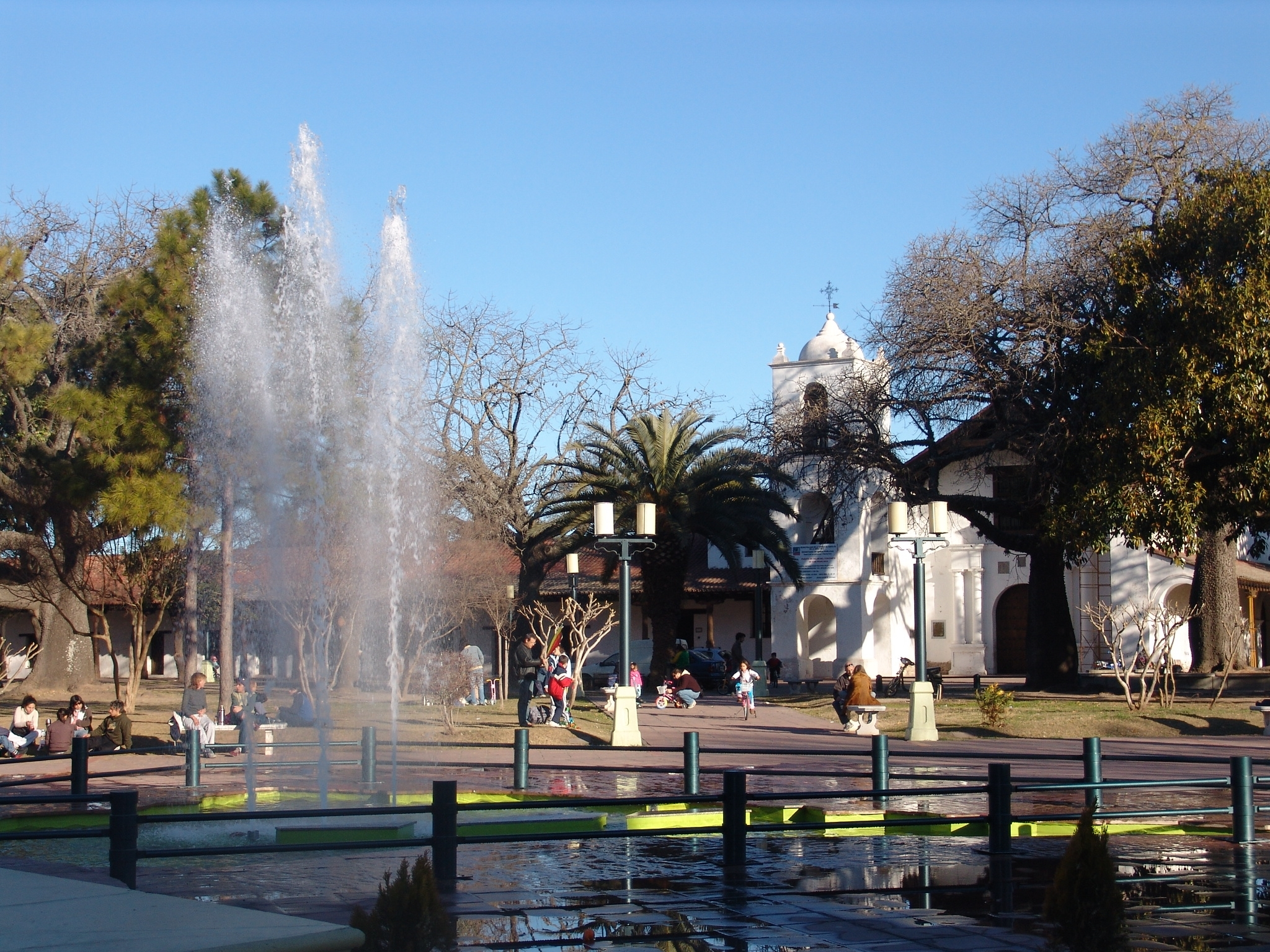
Paseo de las Dos Culturas, Barrio Sur - Santa Fe.

La historia del Barrio Sur de la Ciudad de Santa Fe se remonta en los años de su fundación.
Cuenta la historia que en abril de 1573,Juan de Garay, parte desde Asunción (Paraguay) en busca de un lugar propicio para la instalación de un puerto que tenga salida directa hacia el Río de la Plata, y desde allí, tener una más directa comunicación con la metrópoli.
Ese lugar debía ser entre Asunción y el fuerte Santa María del buen ayre (donde posteriormente Garay fundó Buenos Aires). 
A principios del mes de noviembre, el conquistador desembarca a la altura de lo que hoy es la localidad de Cayastá y espera a los mancebos (hijos de españoles nacidos en América, también conocidos como criollos, y mestizos a los hijos entre español y madre indígena) que venían por tierra. Fue el 15 de noviembre de 1573 cuando a orillas del río de los Quiloazás (nombre comunidad aborigen) se planta el rollo de algarrobo, símbolo de Justicia y del Poder Real, quedando así fundada la Ciudad de Santa Fe.
80 años después y ya sin su fundador (fallecido a manos de los indios), por inseguridad ante las constantes embestidas de los originarios y las continuas inundaciones, se decide trasladar la ciudad hacia un lugar más seguro.
Luego de 10 años, tiempo que tardó su traslado definitivo, se ubicó a la nueva ciudad ahora llamada: “Santa Fe de la Vera Cruz”, en el vértice de los Ríos Santa Fe y Salado, lo que hacia, por sobre todas las cosas, una mejor defensa contra los indios ya que estos no atacaban a través de los ríos.
La ciudad se fue construyendo en derredor de la Plaza Mayor (hoy 25 de Mayo) ubicándose allí las edificaciones públicas, religiosas y las casonas (mansiones) de la gente más famosa e importante de la época. También se demarcaron solares comunes y para utilización de chacras.
Santa Fe no está emplazada en una zona sísmica, pero su aspecto originario ha sido borrado casi por completo. Materiales perecederos con que fue erigida se han desintegrados por acción del tiempo, la natural evolución urbana y también por la indolencia de los gobernantes sumado a la falta de interés de los ciudadanos para defender el Patrimonio Histórico Urbano de la ciudad efecto que aún continúa en la mayoría de los santafesinos.

## Casa de Gobierno
El edificio de la Casa de Gobierno se construyó en el solar que, desde el traslado de la ciudad ocupara el Cabildo. Respetando el planteo hispánico del trazado de ciudades, el solar destinado para las funciones de Gobierno era el más privilegiado, frente a la plaza principal, hoy Plaza 25 de Mayo. La Ley N.º 1.319 del año 1906, faculta al Poder Ejecutivo provincial para construir un edificio destinado a Casa de Gobierno. En el mes de mayo de 1907 se le solicita al Departamento de Ingenieros la elaboración del proyecto, que fue aprobado por el Ministerio de Hacienda, instrucción y Obras Públicas el 23 de abril de 1908. El paso siguiente fue el llamado a licitación, adjudicándose las obras al Arq. Francisco Ferrari el 8 de agosto de ese mismo año. Como es usual en algunas obras públicas, las tramitaciones burocráticas, produjeron retrasos que determinaron que las obras se iniciaran recién en el mes de abril del año 1911.El proyecto original sufriría importantes modificaciones como sugerencia del Arq. Ferrari tomándose, incluso la decisión, en el mes de abril de 1912, de demoler el edificio de la Jefatura de Policía, conocida por entonces como "la Jirafa", que se emplazaba en la esquina de 3 de Febrero y San Martín. Esta decisión permitiría el desarrollo de la fachada de la Casa de Gobierno tomara todo el frente sur sobre la Plaza 25 de Mayo.

## Teatro 1.º de Mayo

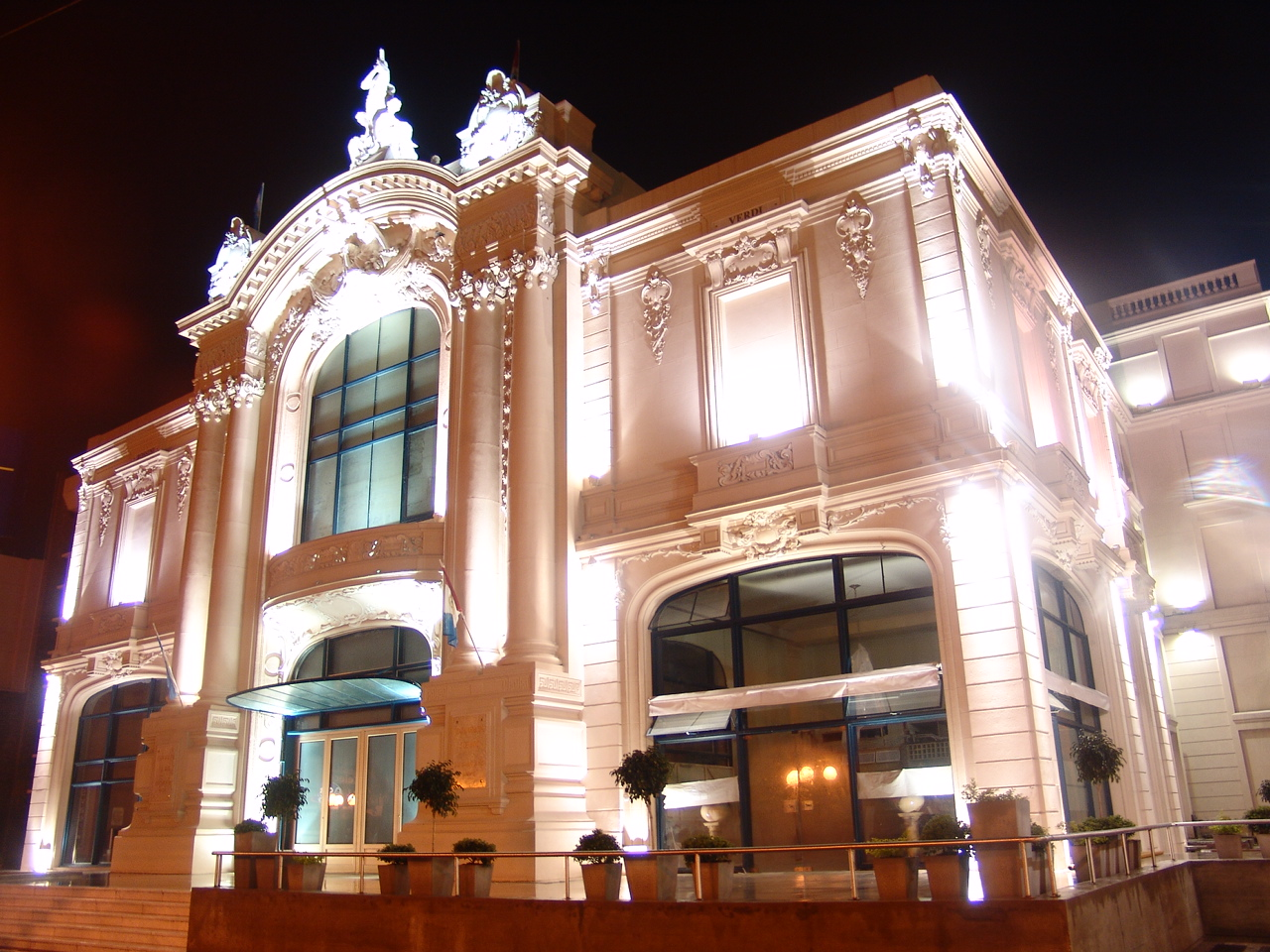
Teatro 1.º de Mayo - Santa Fe.

El Teatro Municipal 1.º de Mayo es el teatro más importante de la ciudad de Santa Fe de la Vera Cruz, provincia de Santa Fe, Argentina. Depende de la Municipalidad de Santa Fe, se encuentra ubicado sobre la peatonal de la calle San Martín, pleno centro comercial de la ciudad, convirtiéndolo en el corazón de la vida cultura santafesina.[1]
El teatro surgió como iniciativa municipal para contar con un edificio adecuado a la tradición teatral de la ciudad. El edificio fue diseñado por el arquitecto Augusto Plou, su construcción se inició en 1903 y demoró 2 años. El gusto arquitectónico de la época de su construcción se ve reflejado en el estilo Luis XV que despliega el edificio. Uno de los detalles más significativos lo representa un grupo escultórico del escultor Nicolás Gulli montado sobre la fachada, el cual tiene alegorías a la música y la danza. A su vez en el interior se destaca un lienzo anular pintado por Nazareno Orlandi.[1] Entre 1971 y 1973 fue remodelado con un equipo electrónico de luminotécnico y se instaló un acondicionador de aire.
Alberga 3 salas, siendo la más amplia la denominada Sala Mayor con capacidad para 800 personas; la sala Leopoldo Marechal cuenta con capacidad para 250 personas, y la tercera sala es utilizado para ensayos de ballet. Funciona también aquí el Museo del Teatro, el cual abre previo a las habituales funciones.[2] El edificio fue remodelado en 2004, como preparativo para la conmemoración del centenario de la institución, celebrada el 25 de mayo de 2005.[3] Dicha restauración fue premiada con el segundo premio en el Certamen Iberoamericano de Preservación del Patrimonio Cultural.

## Museo Provincial Rosa Galisteo de Rodríguez
Nace por iniciativa de un destacado santafesino el Dr. Martín Rodríguez Galisteo, político y hacendado, hijo del Coronel José Rodríguez (personaje destacado en el siglo XIX) y de Rosa Galisteo; proveniente de una familia corondina prestigiosa, ya que eran terratenientes poderosos; quien comienza a construir el museo en el año 1918, que cuatro años más tarde sería donado al Estado e inaugurado ese mismo año. El nombre que se le da es parte de dos condiciones que se establecen cuando el edificio pasa a manos del Estado: la primera era que debía llevar el nombre de su madre “Rosa Galisteo de Rodríguez” y que debía está compuesto de un Museo y una Biblioteca, quedando a disposición del estado la búsqueda de un director para el establecimiento. Los principales objetivos que tuvo el museo desde sus comienzos fue recolectar a través de donaciones, exponer y dar a conocer los artistas que florecían en nuestra provincia así como también en el resto del país y hasta en el exterior.